# Synchronous Data Link Control
El acrónimo SDLC (del inglés Synchronous Data Link Control, controlador de enlace de datos síncrono) se utiliza para nombrar el protocolo diseñado por IBM para enlaces síncronos a través de una línea para la capa 2 del modelo OSI de comunicaciones. Como su nombre implica, es un protocolo síncrono, lo que supone la transmisión de la señal de reloj con los datos.

## Características

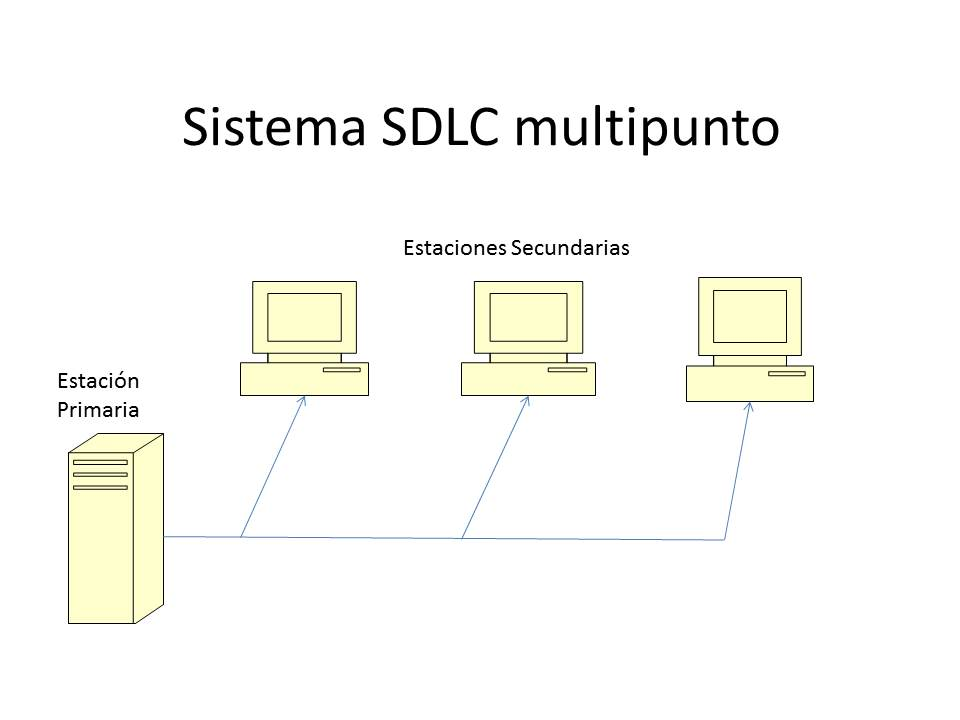
Configuración de un sistema SDLC multipunto

Consta de una estación primaria que controla todas las comunicaciones y también a una o más estaciones secundarias. Si varias estaciones secundarias están conectadas a una única primaria, esta configuración es conocida como multipunto (dentro del conjunto de protocolos de la norma X.25).
Debido a que es Half-duplex, a menudo puede funcionar a velocidades mucho más altas de línea en una plataforma de hardware determinada de lo que podría si se ejecuta un protocolo Full-duplex como el HDLC.
- Datos: Q1517778